# Condado de Latah
El condado de Latah (en inglés: Latah County), fundado en 1888, es uno de los 44 condados del estado estadounidense de Idaho. En el año 2000 tenía una población de 34.935 habitantes con una densidad poblacional de 13 personas por km². La sede del condado es Moscow.

## Geografía
Según la Oficina del Censo, el condado tiene un área total de 2789 km² (1076,8 mi²), de la cual 2789 km² (1076,8 mi²) es tierra y 1 km² (0,4 mi²) (0,02%) es agua.

### Condados adyacentes
- Condado de Benewah - norte
- Condado de Shoshone - noreste
- Condado de Clearwater - este
- Condado de Nez Perce - sur
- Condado de Whitman - oeste

### Carreteras
- - US 95
- - SH-3
- - SH-6
- - SH-8
- - SH-9
- - SH-99

## Demografía
En el 2000 la renta per cápita promedia del condado era de $32 524, y el ingreso promedio para una familia era de $46 303. En 2000 los hombres tenían un ingreso per cápita de $34 734 versus $24 886 para las mujeres. El ingreso per cápita para el condado era de $16 690. Alrededor del 16,70% de la población estaba bajo el umbral de pobreza nacional.

## Comunidades

### Ciudades
- Bovill
- Deary
- Genesee
- Juliaetta
- Kendrick
- Moscow
- Onaway
- Potlatch
- Troy

### Comunidades no incorporadas
- Viola